# 智傲控股
智傲集團，簡稱智傲，是以香港為根據地的遊戲研發及發行商，於2010年成立。智傲前身是1993年成立的遊戲工作室「勁一番」，初期以單機遊戲為主，作品：魔法軍團、多拉A夢大富翁及求婚365日，後來集中發行及研發網絡遊戲之上，作品有古龍群俠傳網路版及古惑仔online。二千年，「勁一番」將公司名稱改為「智傲」，取GameOne中的G和O的諧音命名。智傲在深圳及台北擁有分公司。
智傲控股有限公司（英語：GAMEONE HOLDINGS LIMITED，港交所：8282），則在2016年1月13日於港交所創業板上市，配售價格為1至1.5港元之間，配售股份為4000萬股，集資額為6000萬港元，是香港本土首間研發手機遊戲的上市公司。。

## 關於智傲
智傲集團（Gameone.com Inc.）於2000年7月11日成立，是香港唯一集媒體出版、遊戲開發、代理運營的互動娛樂集團。智傲資本額為500萬美金，創辦人施仁毅是香港著名漫畫、雜誌及遊戲界的資深工作者。
於2010年改名智傲集團（Gameone Group Limited.）
智傲主要投資者是以經營商務酒店及高級餐廳為主的JIA集團，在香港、上海及新加坡擁有龐大業務。

## 集團大事記
- 2000年：Gameone Interactive.com Inc.成立。
- 2000年：同年併購了《多啦A夢大富翁》開發小組及電腦遊戲雜誌《PC Game Weekly》。
- 2000年：推出自行研發連線遊戲《求婚365日II》，並簽明星張柏芝為遊戲代言人。
- 2002年：推出香港首套自主研發 MMORPG《古龍群俠傳網絡版》，並簽著名女子組合Twins為代言人。
- 2002年：推出香港首套由漫畫及電影改套城市警匪 MMORPG《古惑仔online》。
- 2002年：創辦香港首本網上遊戲雜誌《Player Online》網遊人週刊。
- 2003年：《古龍群俠傳網絡版》獲香港特區政府工商及科技局局長唐英年先生頒發《數碼大獎》及《軟件金獎》。
- 2003年：推出《古龍群俠傳網絡版》3.0資料片，並簽著名女子組合鄧麗欣、傅穎、楊愛瑾及吳雨霏為代言人。
- 2004年：與英皇電影合作，研發以電影《千機變》同名3D網絡遊戲。
- 2004年：獲台灣鈊象電子（IGS）授權《GAME淘》休閒遊戲平台，並簽約明星鄭中基為代言人。
- 2005年：獲上海唯晶科技授權 MMORPG《天方夜譚》港澳獨家運營權。
- 2005年：與香港電訊盈科（PCCW）簽約，為《GAME淘》平台引進其60萬會員。
- 2005年：推出香港首套由漫畫及電影改套城市警匪第二代 MMORPG《古惑仔之義》。
- 2005年：《古惑仔之義》授權推出馬來西亞中文版及台灣繁體版。
- 2005年：首套自主研發回合制網遊《夢幻古龍》被國家新聞出版總署選定為第二批「中國民族網絡遊戲出版工程」作品之一。
- 2006年：與上海久遊網合作運營休閒跳舞遊戲《勁舞團》。
- 2006年：首套自主研發休閒遊戲《大話三國》被國家新聞出版總署選定為第三批「中國民族網絡遊戲出版工程」作品之一。
- 2006年：集團總裁被選為第一屆香港數碼娛樂業風雲人物。
- 2007年：與美國電視遊戲供應商UFO商合作公司，開發NDS及Wii遊戲軟件。
- 2007年：獲褔州網龍授權《機戰online》港澳區獨家運營權。
- 2007年：獲搜狐授權《天龍八部》港澳獨家運營權。
- 2008年：獲褔州網龍機戰《魔域online》港澳區獨家運營權。
- 2008年：簽約與上海久遊網合作運營賽車遊戲《光線飛車》。
- 2008年：簽約與上海久遊網合作運營第三人稱射擊遊戲《SD高達》。
- 2009年：獲夢幻古龍Online運營權，且與jk火炎神結盟。
- 2009年：創立台灣分公司，並開始在港澳台運營夢幻古龍Online。

## 爭議
- 2016年gameone代理的機動戰士高達 Online台港澳伺服器在8月4日開始公測，但在8月下旬官方發出公告指伺服器受到來自香港及海外IP的阻斷式攻擊，gameone之後將香港、澳門及海外IP封鎖，之後香港及澳門玩家均指出已不能進入遊戲。但在之後的數天內情況並沒有改善，gameone亦一直斷斷續續的維持對香港、澳門及海外IP作出封鎖及限制流量，gameone方面亦一直在公告只是指出伺服器受到阻斷式攻擊，對香港及海外IP作出封鎖，但並沒有詳細講解情況、解封日期及之後的補償安排，引起大量的香港玩家不滿，更有香港玩家聲言要到消費者委員會對gameone作出投訴。[來源請求]

## 外部連結
- 官方网站